# Liste der Kreisstraßen im Landkreis Fulda
Die Liste der Kreisstraßen im Landkreis Fulda ist eine Auflistung der Kreisstraßen im hessischen Landkreis Fulda.

## Abkürzungen
- K: Kreisstraße
- L: Landesstraße

## Liste
Die Kreisstraßen im Regierungsbezirk Kassel behalten die ihnen zugewiesene Nummer nicht bei einem Wechsel in einen anderen Landkreis oder in eine kreisfreie Stadt. Nicht vorhandene bzw. nicht nachgewiesene Kreisstraßen werden in Kursivdruck gekennzeichnet, ebenso Straßen und Straßenabschnitte, die unabhängig vom Grund (Herabstufung zu einer Gemeindestraße oder Höherstufung) keine Kreisstraßen mehr sind. 
Der Straßenverlauf wird in der Regel von Nord nach Süd und von West nach Ost angegeben.
| Nr.   | Verlauf |
| ----- | --- |
| K 1   | L 3429 in Steinau – Götzenhof – K 7 – K 6 – L 3418                                                                                          |
| K 4   | L 3429 – K 9 – Traisbach – K 11 – Allmus – L 3258 in Hofbieber                                                                              |
| K 6   | K 1 in Götzenhof – Stöckels – K 4 – L 3174 in Horwieden                                                                                     |
| K 7   | K 1 in Götzenhof – Untergötzenhof – K 4 in Almendorf                                                                                        |
| K 9   | K 4 – Wiesen – L 3174 |
| K 11  | K 4 in Allmus – L 3174 in Niederbieber |
| K 12  | L 3176 in Hünfeld – K 133 – Dammersbach – L 3429 in Steinhaus                                                                               |
| K 13  | Hofbieber Nord – L 3174 in Hofbieber (2021 zur Gemeindestraße abgestuft)                                                                    |
| K 14  | Rödergrund – L 3174 |
| K 15  | Wissels – K 51 |
| K 17  | K 55 in Pilgerzell – L 3377 in Dirlos |
| K 18  | L 3174 in Niederbieber – L 3258 in Langenbieber                                                                                             |
| K 20  | L 3379 – Danzwiesen |
| K 21  | L 3330 – L 3379 – K 22 – Finkenhain – K 24 – in Friesenhausen                                                                               |
| K 22  | in Dipperz – K 21 |
| K 24  | K 21 in Finkenhain – L 3330 in Wolferts |
| K 25  | L 3174 – K 26 – L 3330 |
| K 26  | Bieberstein – K 25 |
| K 27  | L 3174 – Wittges – K 28 |
| K 28  | L 3174/L 3293 – Schwarzbach – K 40 – K 27 – Elters – K 29 – L 3330                                                                          |
| K 29  | K 28 in Elters – K 42 – L 3379 in Dörmbach                                                                                                  |
| K 30  | Habel – L 3174 |
| K 31  | (K 94 im Wartburgkreis, Thüringen) – Landesgrenze – Neuswarts – Günthers – – K 32 in Schlitzenhausen                                        |
| K 32  | L 3175 in Knottenhof – Theobaldshof – Schlitzenhausen – K 31 –                                                                              |
| K 33  | Hundsbach – L 3174 in Dippach |
| K 34  | L 3175 in Tann (Rhön) – Kleinfischbach |
| K 35  | L 3174 – Simmershausen – K 36 – Buchschirm – L 3176 in Hilders                                                                              |
| K 36  | K 35 in Simmershausen – Landesgrenze – (K 80 im Landkreis Schmalkalden-Meiningen, Thüringen)                                                |
| K 38  | in Brand – Reulbach – |
| K 40  | K 28 – Langenberg – L 3178 |
| K 41  | L 3330 in Poppenhausen – Rodholz – Schwarzerden – K 160 – Schachen – K 95 – in Gersfeld (Rhön)                                              |
| K 42  | Harbach – K 29 |
| K 44  | K 45 – Oberrod |
| K 45  | L 3307 – K 44 – Rabennest – L 3330 |
| K 48  | L 3258 – L 3458 in Schmalnau |
| K 50  | L 3174 – Unterrückersbach – Neuschwambach – Aura –                                                                                          |
| K 51  | – K 15 – L 3258 in Wisselsrod |
| K 52  | L 3418 in Künzell – Keulos – L 3429 |
| K 53  | L 3377 in Dirlos – L 3258 |
| K 54  | L 3418 in Edelzell – K 55 in Engelhelms |
| K 55  | L 3307 in Bronnzell – Engelhelms – K 54 – Pilgerzell – K 17 – K 56 – L 3377 in Künzell                                                      |
| K 56  | L 3418 in Edelzell – K 55 in Pilgerzell |
| K 57  | L 3307 in Bronnzell – Fasanerie bei Eichenzell                                                                                              |
| K 58  | L 3307 – Löschenrod – L 3430 |
| K 60  | L 3307 in Eichenzell – Melters – L 3307 in Rönshausen                                                                                       |
| K 61  | L 3307 in Welkers – Rothemann – K 72/K 74                                                                                                   |
| K 63  | in Gersfeld (Rhön) – Sandberg |
| K 65  | in Gersfeld (Rhön) – Sparbrod – Rengersfeld                                                                                                 |
| K 66  | K 68 in Schmalnau – Gichenbach – Rommers – / in Gersfeld (Rhön)                                                                             |
| K 68  | in Schmalnau – K 66 – K 70 – Dalherda |
| K 69  | L 3206 in Mittelkalbach – Büchenberg – L 3430 – K 74 – K 75 in Döllbach                                                                     |
| K 70  | L 3258 in Thalau – K 73 – K 68 |
| K 71  | L 3258 in Thalau – K 73 – Unterstellberg – Mittelstellberg                                                                                  |
| K 73  | K 70 – K 71 in Unterstellberg |
| K 74  | K 61/K 72 in Rothemann – K 69 in Büchenberg                                                                                                 |
| K 75  | L 3207 in Döllbach – K 69 – L 3430 in Zillbach                                                                                              |
| K 76  | L 3207 in Eichenried – Kreisgrenze – (K 929 im Main-Kinzig-Kreis)                                                                           |
| K 77  | L 3206 in Mittelkalbach – K 79 – L 3207 in Veitsteinbach                                                                                    |
| K 78  | Bucheller – K 77 (2014 zur Gemeindestraße abgestuft)                                                                                        |
| K 79  | K 163 – Schweben – K 82 – K 80 – K 77 in Mittelkalbach                                                                                      |
| K 80  | L 3206 in Neuhof bei Fulda – Abzweig der L 3206 – K 79 in Schweben                                                                          |
| K 81  | Gersrod – L 3141 in Schletzenhausen |
| K 82  | L 3372 – Keutzelbuch – Rückers – L 3141 – K 90 – K 79 in Schweben                                                                           |
| K 84  | (K 957 im Main-Kinzig-Kreis) – Kreisgrenze – Oberstork – Unterstork – K 86 – Magdlos – K 89 – K 87 – L 3141 in Flieden                      |
| K 86  | K 84 – Höf und Haid – Laugendorf – L 3372                                                                                                   |
| K 87  | Sulhof – Struth – K 84 |
| K 88  | K 89 in Magdlos – Döngesmühle – L 3141 |
| K 89  | L 3141 in Buchenrod – Magdlos – K 88 – K 84                                                                                                 |
| K 90  | L 3141 in Flieden – – K 82 |
| K 94  | L 3141 – Pfaffenrod |
| K 95  | Schachen Nordost – K 41 in Schachen |
| K 97  | L 3139 in Blankenau – Kreisgrenze – (K 250 im Vogelsbergkreis)                                                                              |
| K 98  | Dorfborn – K 100 (2008 zur Gemeindestraße abgestuft)                                                                                        |
| K 100 | L 3307 in Bronnzell – Ziegel – K 103 – Steinberg (– Abzweig zur L 3430 über Kerzell) – Tiefengruben – Dorfborn – L 3206 in Neuhof bei Fulda |
| K 101 | L 3079 – K 102 – Zell – Zirkenbach – Johannesberg – K 103 – L 3418                                                                          |
| K 102 | K 101 – Istergiesel |
| K 103 | K 101 in Johannesberg – Harmerz – K 100 in Ziegel                                                                                           |
| K 104 | L 3417 in Fulda – L 3418 in Fulda |
| K 107 | K 110 in Besges – L 3139 – Oberrode |
| K 108 | L 3139 in Mittelrode – Niederrode – L 3079 – K 101 in Zell (2021 zur Gemeindestraße abgestuft)                                              |
| K 110 | L 3143 in Lüdermünd – Lütterz – K 115 – Bimbach – Malkes – Besges – K 107 – Rodges – L 3139/L 3418                                          |
| K 111 | L 3141 in Eichenau – – K 112 in Müs |
| K 112 | L 3141 in Bad Salzschlirf – Müs – K 111 – Kreisgrenze – (K 88 im Vogelsbergkreis)                                                           |
| K 113 | Bad Salzschlirf Bahnhof – L 3141 in Bad Salzschlirf                                                                                         |
| K 115 | – Großenlüder – K 110 in Lütterz |
| K 116 | Trätzhof – |
| K 118 | L 3139 in Aschenberg – L 3079 in Fulda |
| K 119 | in Bernhards – L 3429 |
| K 120 | Dietershan – |
| K 121 | /L 3171 in Hünfeld – – K 122 – K 123 – L 3176 in Mackenzell                                                                                 |
| K 122 | K 121 in Hünfeld – Großenbach – K 131 – L 3258 in Haselstein                                                                                |
| K 123 | K 121 – Molzbach |
| K 124 | in Rasdorf – Landesgrenze zeitweise am östlichen Straßenrand – K 162 – Setzelbach – L 3258 in Haselstein                                    |
| K 126 | L 3258 in Mittelaschenbach – K 127 – Landesgrenze – (L 2603 in Thüringen)                                                                   |
| K 127 | Oberaschenbach – K 126 |
| K 128 | L 3176 in Gotthards – Landesgrenze – (K 95 im Wartburgkreis, Thüringen)                                                                     |
| K 129 | Rimmels – L 3176 – L 3258 in Hofaschenbach                                                                                                  |
| K 131 | – K 122 in Großenbach |
| K 132 | – Kirchhasel – K 135 – Stendorf |
| K 133 | Rückers (– Abzweig zur ) – K 12 |
| K 134 | L 3176 in Hünfeld – Oberfeld |
| K 135 | K 147 – Kirchhasel – K 132 – |
| K 136 | L 3171 in Roßbach – K 147 |
| K 137 | L 3169 – L 3433 in Burghaun |
| K 139 | K 140 in Burghaun – Rudolphshan – L 3176 |
| K 140 | L 3433 in Burghaun – K 139 – Hünhan – K 141 – L 3176 in Sargenzell                                                                          |
| K 141 | K 140 in Hünhan – L 3171 in Hünfeld |
| K 142 | (K 46 im Landkreis Hersfeld-Rotenburg) – Kreisgrenze – Langenschwarz – K 143 – L 3169                                                       |
| K 143 | (K 256 im Vogelsbergkreis) – Kreisgrenze – K 142 in Langenschwarz                                                                           |
| K 144 | L 3169 in Großenmoor – L 3378 in Schlotzau                                                                                                  |
| K 145 | L 3171 in Leimbach – K 147 in Malges |
| K 146 | L 3170 in Arzell – L 3380/L 3433 in Körnbach (2018 zur Gemeindestraße abgestuft)                                                            |
| K 147 | L 3380 – Leibolz – L 3170 – Malges – K 145 – K 135 – K 136 –                                                                                |
| K 148 | L 3431 in Dittlofrod – L 3380 |
| K 149 | L 3380 in Steinbach – K 151 – Gruben – in Hünfeld                                                                                           |
| K 150 | L 3380 in Steinbach – L 3171 |
| K 151 | Klausmarbach – K 149 |
| K 152 | L 3170 in Buchenau – Giesenhain – L 3431 in Dittlofrod                                                                                      |
| K 153 | (K 44 im Landkreis Hersfeld-Rotenburg) – Kreisgrenze – Mengers – K 154 – K 155 – Reckrod – K 156 – L 3170 in Eiterfeld                      |
| K 154 | K 153 in Mengers – K 156 in Wölf |
| K 155 | Branders – K 153 |
| K 156 | K 153 in Reckrod – Wölf – L 3171 |
| K 157 | L 3171 – Oberweisenborn |
| K 158 | (K 16 im Landkreis Hersfeld-Rotenburg) – Kreisgrenze – Ufhausen – L 3380 – Unterufhausen – L 3173 in Soisdorf                               |
| K 159 | L 3173 in Treischfeld – Grüsselbach – |
| K 160 | L 3307 in Abtsroda – K 41 in Schwarzerden                                                                                                   |
| K 161 | L 3141 – Brandlos |
| K 162 | K 124 – Landesgrenze – (K 93 im Wartburgkreis, Thüringen)                                                                                   |
| K 163 | in Neuhof bei Fulda – K 79 – L 3141 in Flieden                                                                                              |
| K 165 | – Marbach |